# Стольско
Стольско (Стольское, укр. Стільсько) — село в Тростянецкой сельской общине Стрыйского района Львовской области Украины.
Расположено в 10 км на восток от Николаева, среди лесистых холмов Львовского Ополья.
Через село с севера на юг протекает река Колодница.
На севере от Стольско расположен одноимённый памятник природы.
Населения села на 2015 год составляло 834 человек.
В окрестностях села расположено Стольское городище — предположительная столица белых хорватов.